# Takanobu Jumonji
Takanobu Jumonji (n. 10 noiembrie 1975, Prefectura Chiba, Japonia) este un ciclist japonez, medaliat olimpic. A participat la o ediție a Jocurilor Olimpice (1996) în care a câștigat o medalie de bronz.